# Cereopsius luctor
Cereopsius luctor là một loài bọ cánh cứng trong họ Cerambycidae.